# ويل تايلور (لاعب اتحاد الرغبي)
ويل تايلور (بالإنجليزية: Will Taylor)‏ هو لاعب اتحاد الرغبي بريطاني، ولد في 4 مارس 1991 في سوانزي في المملكة المتحدة.